# Phương ngữ Kinki

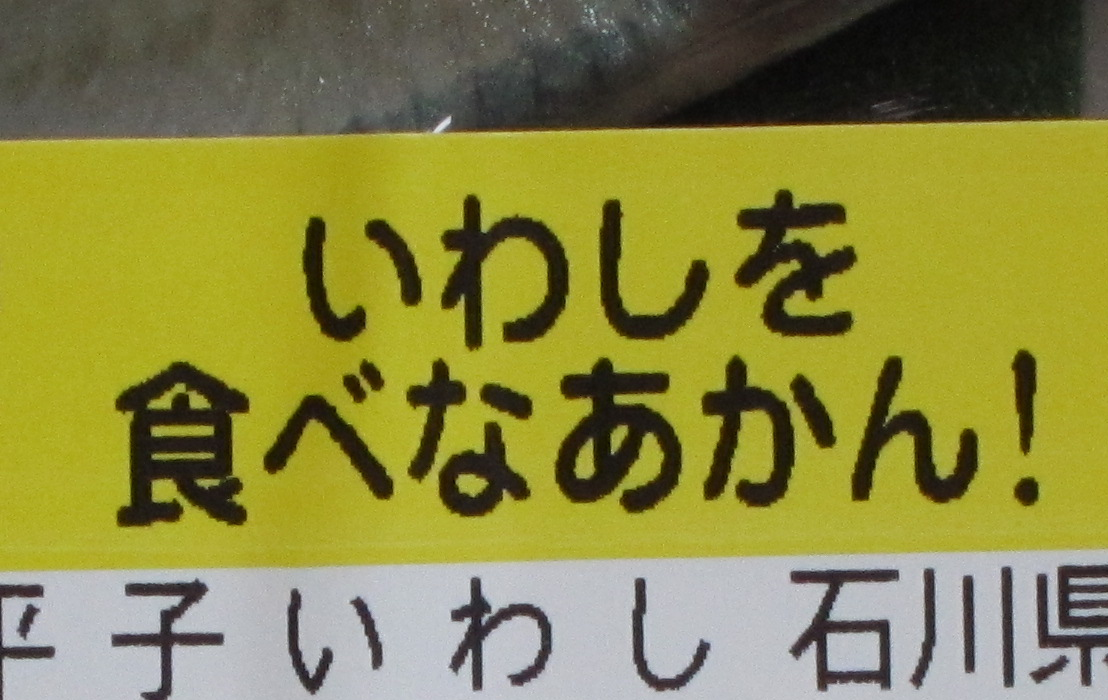
Một bảng hiệu bằng phương ngữ Kansai. Quảng cáo, Iwashi o tabena akan!, dịch là "Bạn phải ăn cá mòi!"

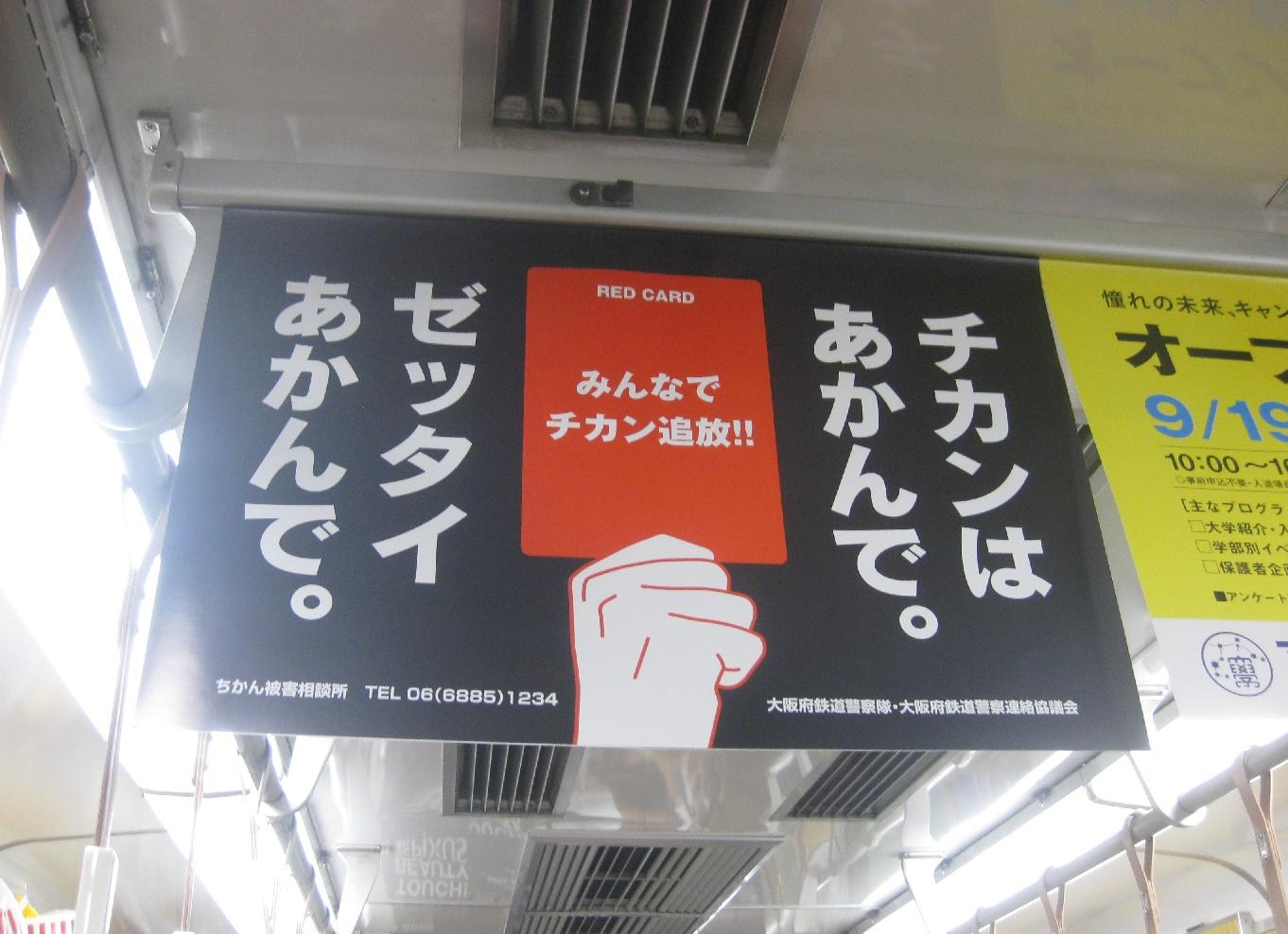
Một poster được viết bằng phương ngữ Kansai. Cảnh báo, Chikan wa akan de. Zettai akan de, dịch là "Không sàm sỡ. Nhất định không (được) (sàm sỡ)."

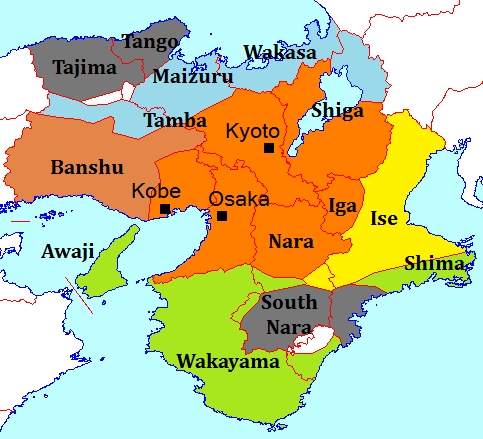
Thuyết phân chia của Okumura. phương ngữ Nội Kansai, phương ngữ Bắc Kansai, phương ngữ Tây Kansai, phương ngữ Đông Kansai và phương ngữ Nam Kansai.

Phương ngữ Kansai (関西弁 (Quan Tây biện) Kansai-ben) còn được gọi là Kansai hōgen (関西方言 (Quan Tây phương ngôn) Kansai hōgen) là một nhóm các phương ngôn tiếng Nhật ở vùng Kansai của Nhật Bản. Trong tiếng Nhật, Kansai-ben là tên phổ biến và nó được gọi là phương ngôn Kinki (近畿方言 (Cận Kỳ phương ngôn) Kinki hōgen). Các phương ngôn Kyoto và Osaka, đặc biệt là vào thời Edo, còn được gọi là phương ngôn Kamigata (上方言葉 (Thượng phương ngôn diệp) Kamigata kotoba) hoặc Kamigata-go (上方語 (Thượng phương ngữ) Kamigata-go). Phương ngữ Kansai có phương ngôn tiêu biểu là Osaka, thành phố lớn của Kansai, được gọi cụ thể là Osaka-ben (Đại Phản biện). Người nói phương ngữ tiêu chuẩn cho rằng có đặc trưng là vừa du dương lại vừa mạnh mẽ hơn tiếng nói của họ.

## Lý lịch
Vì Osaka là thành phố lớn nhất trong khu vực Kansai và người nói có sự tiếp xúc nhiều với truyền thông trong thế kỷ qua, nên những người không nói tiếng Kansai có sự nhầm lẫn giữa phương ngữ Osaka với phương ngữ của toàn bộ khu vực Kansai. Tuy nhiên, về mặt học thuật, phương ngữ Kansai không phải là một phương ngữ đơn lẻ mà là một nhóm các phương ngữ liên quan được nói trong khu vực. Mỗi thành phố lớn và phó tỉnh có một phương ngữ riêng và người dân tự hào về các biến thể phương ngữ của họ.
Phương ngữ Kansai được nói ở Keihanshin (khu vực đô thị Kyoto, Osaka và Kobe) và khu vực xung quanh, bán kính khoảng 50 km (31 mi). Trong bài viết này, chủ yếu thảo luận về phương ngữ Keihanshin của phương ngữ Kansai trong thời kỳ Chiêu Hoà (Shōwa) và thời kỳ Bình Thành (Heisei).
Phương ngữ của các khu vực khác nhau có các đặc điểm khác nhau, một số đặc điểm cổ xưa, từ phương ngữ Kansai chung. Phương ngữ Tajima và Tango (trừ Maizuru) ở tây bắc Kansai quá khác biệt để được phân vào phương ngữ Kansai và do đó thường được cho vào trong phương ngữ Chūgoku. Các phương ngữ được nói ở Đông Nam bán đảo Kii bao gồm Totsukawa và Owase cũng khác xa so với các phương ngữ Kansai và được coi là một đảo ngôn ngữ. Phương ngữ Shikoku và phương ngữ Hokuriku có nhiều điểm tương đồng với phương ngữ Kansai, nhưng được phân loại riêng.

## Lịch sử
Phương ngữ Kansai có hơn một ngàn năm lịch sử. Lúc các thành phố Kinai như Nara và Kyoto là kinh đô, phương ngữ Kinai, tổ tiên của phương ngữ Kansai, là tiếng Nhật chuẩn trên thực tế. Nó có ảnh hưởng toàn quốc, lên thậm chí cả phương ngữ Edo (tiền thân của phương ngữ Tokyo hiện đại; tiếng Nhật chuẩn). Văn học được phát triển bởi giới trí thức Heian-kyō trở thành cơ sở cho ngôn ngữ Nhật Bản cổ điển.
Khi trung tâm chính trị và quân sự của Nhật Bản được chuyển đến Edo dưới thời Mạc phủ Tokugawa và vùng Kantō phát triển nổi bật, phương ngữ Edo đã thay thế phương ngữ Kansai như một phương ngữ tiếng Nhật chuẩn. Với sự phục hồi Meiji (Minh Trị Duy Tân) và dời đô từ Kyoto đến Tokyo, phương ngữ Kansai trở thành một phương ngữ tỉnh. Xem thêm tiếng Nhật cận đại.
Khi phương ngữ Tokyo được trở thành tiêu chuẩn giáo dục/truyền thông quốc gia tại Nhật Bản, sự khác biệt khu vực và nội tại của phương ngữ Kansai đã giảm đi và thay đổi. Tuy Kansai là khu vực đô thị đông dân thứ hai ở Nhật Bản sau Kantō, với dân số khoảng 20 triệu người, phương ngữ Kansai vẫn là phương ngữ tiếng Nhật phi chuẩn được nói rộng rãi, được hiểu và có tầm ảnh hưởng nhất. Thành ngữ của phương ngữ Kansai đôi khi được đưa vào các phương ngữ khác và thậm chí cả tiếng Nhật tiêu chuẩn. Nhiều người Kansai gắn bó với tiếng nói của họ và có sự cạnh tranh mạnh mẽ trong khu vực đối nghịch Tokyo.
Kể từ thời kỳ Đại Chính (Taishō), loại phim hài Manzai đã được phát triển ở Osaka, và một số lượng lớn các diễn viên hài đã xuất hiện trong phương tiện truyền thông Nhật Bản với phương ngữ Osaka (Xem thêm Yoshimoto Kogyo). Do đó, người nói tiếng Kansai thường được xem là hài hước hoặc nói nhiều hơn so với người nói điển hình từ các phương ngữ khác. Người dân Tokyo thậm chí thỉnh thoảng bắt chước phương ngữ Kansai để gây tiếng cười hoặc pha chút hài hước trong cuộc trò chuyện.

## Âm vị học
Một số điểm chi tiết giữa tiếng Nhật Kansai và Tokyo là như sau:

### Nguyên âm
- /u/ gần với [u] hơn với [ɯ] (như ở Tokyo).
- Trong tiếng Nhật chuẩn, sự tiêu giảm nguyên âm (có khi gọi nôm na là "nuốt âm") rất phổ biến, nhưng điều này hiếm gặp ở Kansai. Ví dụ, từ です desu phát âm gần thành [des] trong tiếng Nhật chuẩn, nhưng người nói tiếng Nhật Kansai thường phát âm rõ ràng /desu/ hay thậm chí /desuː/.
- Trong một số ngữ vực, chẳng hạn tiếng Tokyo thông tục, あい、あえ、おい /ai, ae, oi/ thường hợp nhất thành ええ /eː/, ví dụ うめえ /umeː/ và すげえ /sugeː/ thay vì 旨い /umai/ "ngon" và 凄い /sugoi/ "tuyệt, hay"; ở Kansai, /ai, ae, oi/ được giữ nguyên. Ở Wakayama, えい vẫn là /ei/, thay vì trở thành ええ /eː/ như trong tiếng Nhật chuẩn cùng hầu hết phương ngữ khác.
- Tiếng Kansai có xu hướng kéo dài nguyên âm ở danh từ đơn mora. Một số ví dụ là きい /kiː/ thay vì 木 /ki/ "cây", かあ /kaː/ thay vì 蚊 /ka/ "muỗi", めえ /meː/ thay vì 目 /me/ "mắt".
- Ngược lại, nguyên âm dài trong tiếng Nhật chuẩn có khi bị rút ngắn. Điều này đặc biệt nổi bật ở động từ chia thể ý chí. Ví dụ, 行こうか？ /ikoː ka/ nghĩa là "ta đi chứ?" trở thành 行こか？ /iko ka/ ở Kansai. Một cụm từ thể hiện sự đồng ý thường gặp, そうだ /soː da/, thường trở thành そや /so ja/ hay せや /se ja/ ở Kansai.

### Phụ âm
- Âm tiết ひ /hi/ gần với [hi] hơn là với [çi] (cách phát âm ở Tokyo).
- Yotsugana chỉ phân biệt hai âm tiết, giống ở Tokyo, nhưng người nói phương ngữ Kansai thường phát âm じ /zi/ và ず /zu/ lần lượt là [ʑi] và [zu], thay vì [dʑi] và [dzɯ] như tiếng Nhật chuẩn.
- /ɡ/ ở giữa hai nguyên âm đọc thành [ŋ] hay [ɡ], nhưng [ŋ] ngày một ít được dùng.
- Trong lối nói thô thiển, /r/ trở thành âm rung [r].
- /h/ thay thế cho /s/. Hiện tượng này xuất hiện ở hầu hết người nói tiếng Kansai, nhưng nó thường gặp ở hậu tố hơn là ở khối từ vựng lõi. Do hiện tượng này, さん -san 'hậu tố tôn trọng' trở thành はん /-haN/, ません /-maseN/ (đuôi động từ phủ định trang trọng) trở thành まへん /-maheN/, ましょう /-masjoː/ (đuôi động từ thể ý chí trang trọng) trở thành まひょ /-mahjo/.
- Sự biến đổi giữa /m/ và /b/ trong vài từ như さぶい /sabui/ và 寒い /samui/ "lạnh".

## Sự khác biệt theo khu vực
Phương ngữ Kansai thực ra là một nhóm các phương ngữ liên quan và không phải tất cả đều có chung các từ vựng, cách phát âm hoặc các đặc điểm ngữ pháp, mỗi phương ngữ có các đặc điểm cụ thể riêng.